# Liste von Persönlichkeiten der Stadt Calgary
Diese Liste zählt Personen auf, die in der kanadischen Stadt Calgary geboren wurden.

## 19. Jahrhundert

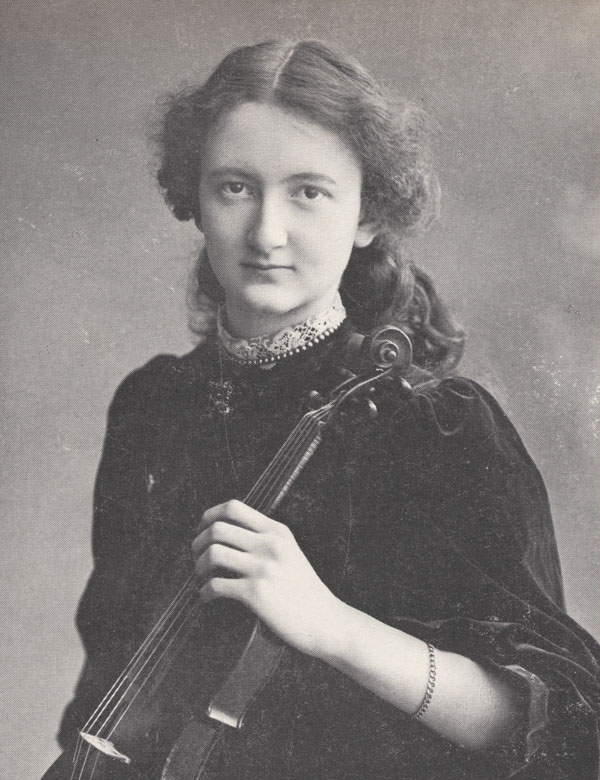
Kathleen Parlow
(1890–1963)

- Kathleen Parlow (1890–1963), Geigerin und Musikpädagogin
- Henry Grattan Nolan (1893–1957), Jurist und Richter am obersten Gerichtshof von Kanada

## 20. Jahrhundert

### 1901–1930

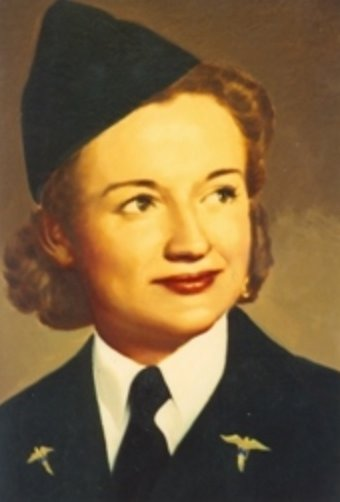
Ruth M. Gardiner
(1914–1943)

- Stewart Adams (1904–1978), Eishockeyspieler
- Earle Birney (1904–1995), Dichter
- Herbie Lewis (1906–1991), Eishockeyspieler, -trainer und -funktionär
- Paul Thompson (1906–1991), Eishockeyspieler
- Baldy Northcott (1908–1986), Eishockeyspieler
- Marion Nicoll (1909–1985), Malerin und Hochschullehrerin
- Rod Cameron (1910–1983), Schauspieler
- Doris McCarthy (1910–2010), Malerin
- Hugo Butler (1914–1968), Drehbuchautor
- Ruth M. Gardiner (1914–1943), kanadisch-US-amerikanische Krankenschwester im Zweiten Weltkrieg
- Frank McCool (1918–1973), Eishockeytorwart
- Arthur Ryan Smith (1919–2008), Politiker
- Edwin G. Pulleyblank (1922–2013), Sinologe
- Bill Gadsby (1927–2016), Eishockeyspieler
- Roy Jenson (1927–2007), US-amerikanischer Schauspieler und Stuntman
- Bobby Kromm (1928–2010), Eishockeyspieler und -trainer
- Peter Lougheed (1928–2012), Politiker
- Norman Kwong (1929–2016), Unternehmer und Sportfunktionär
- Stan Stephens (1929–2021), Politiker
- Yehudi Wyner (* 1929), US-amerikanischer Komponist, Pianist und Musikpädagoge
- Arnold Belkin (1930–1992), Maler
- George Jenson (1930–2018), US-amerikanisch-kanadischer Spezialeffektkünstler und Illustrator
- Ron Southern (1930–2016), Unternehmer und Reitstallbesitzer

### 1931–1950

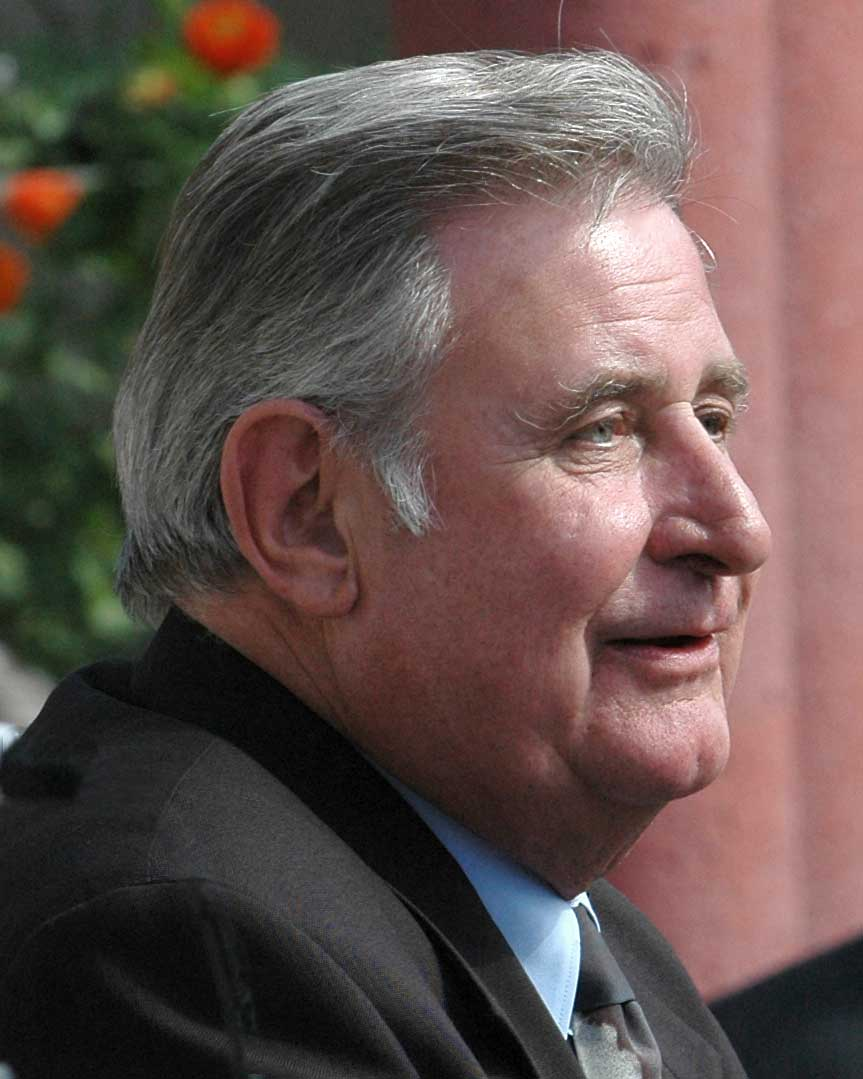
Ralph Klein
(1942–2013)

- William D’Arcy (1931–1999), Botaniker
- Jack Austin (* 1932), Rechtsanwalt und Politiker
- Frances Fox Piven (* 1932), Professorin für Politikwissenschaft und Soziologie
- Diana McIntosh (1932–2022), Pianistin und Komponistin
- Ron Stewart (1932–2012), Eishockeyspieler
- Robert D. Hare (* 1934), Kriminalpsychologe
- Douglas Henderson (1934–2020), kanadisch-US-amerikanischer Physikochemiker
- Kenneth Douglas Taylor (1934–2015), Diplomat und Botschafter
- Tommy Banks (1936–2018), Musiker und Politiker
- Jerry Fuller (1939–2002), Schlagzeuger
- Ralph Klein (1942–2013), Politiker
- Scott Henderson (* 1943), Skirennläufer
- Barry McKinnon (1944–2023), Dichter
- Murray Heatley (* 1948), Eishockeyspieler
- Lyle Moffat (* 1948), Eishockeyspieler, -trainer und -funktionär
- Jamie Paulson (* 1948), Badmintonspieler
- Sandra Kirby (* 1949), Ruderin, Soziologin und Autorin

### 1951–1960

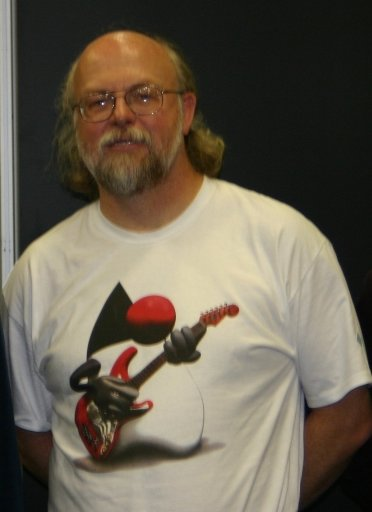
James Gosling
(* 1955)

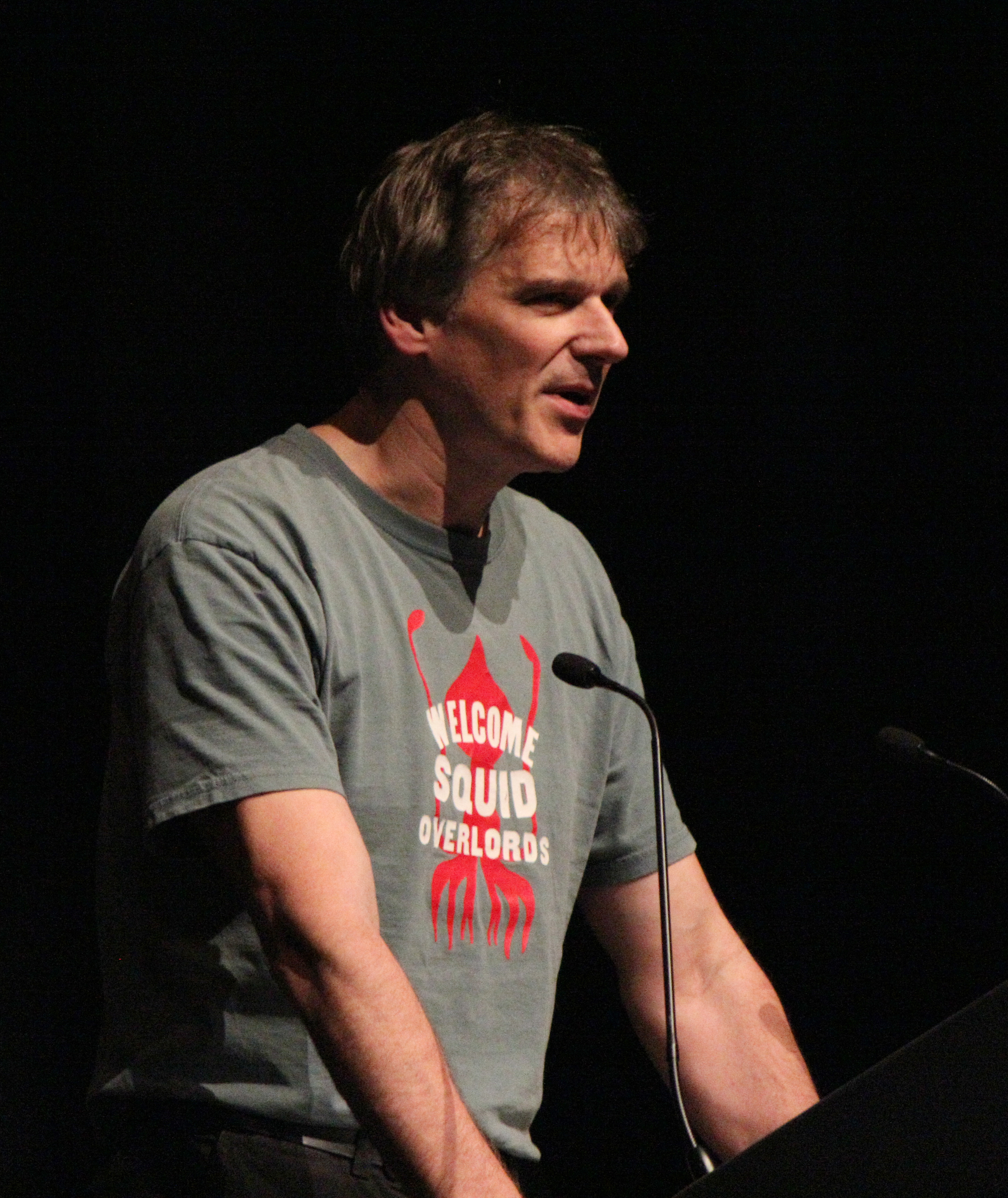
Peter Watts
(* 1958)

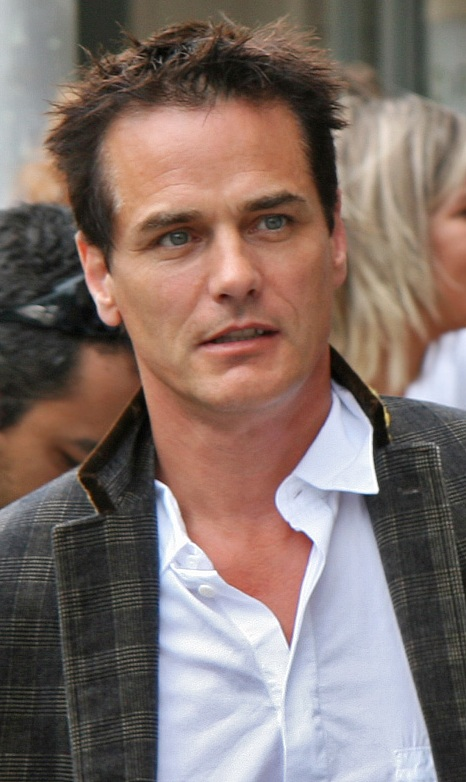
Paul Gross
(* 1959)

- Ricki Alexander (* 1951), Eishockeyspieler, -trainer und -funktionär
- Frederick Schipizky (* 1952), Kontrabassist und Komponist
- Allan Gordon Bell (* 1953), Komponist
- Nancy Huston (* 1953), Schriftstellerin
- Debbie Muir (* 1953), Synchronschwimmerin und Trainerin
- Lanny Poffo (1954–2023), Wrestler
- Mike Rogers (* 1954), Eishockeyspieler
- James Gosling (* 1955), Programmierer
- Pat Hughes (* 1955), Eishockeyspieler
- Michael Keusch (* 1955), deutscher Regisseur und Fotograf
- Jim Wych (* 1955), Snookerspieler und Sportkommentator
- Norbert Scholz (* 1956), deutscher Eishockeyspieler
- Brent Syme (* 1956), Curler
- Ross Cory (* 1957), Eishockeyspieler
- Bret Hart (* 1957), Wrestler
- Neil Houston (* 1957), Curler
- Peter Judge (* 1957), Freestyle-Skier
- John Ferguson (* 1958), Curler
- Brent Peterson (* 1958), Eishockeyspieler und -trainer
- Peter Watts (* 1958), Science-Fiction-Schriftsteller und Meeresbiologe
- Lauralee Bowie (* 1959), Freestyle-Skierin
- Christian Eckart (* 1959), Bildender Künstler
- Paul Gross (* 1959), Schauspieler
- Brian Pockar (1959–1992), Eiskunstläufer
- Helen Vanderburg (* 1959), Synchronschwimmerin
- Tim Hunter (* 1960), Eishockeyspieler

### 1961–1965
- Felix Belczyk (* 1961), Skirennläufer

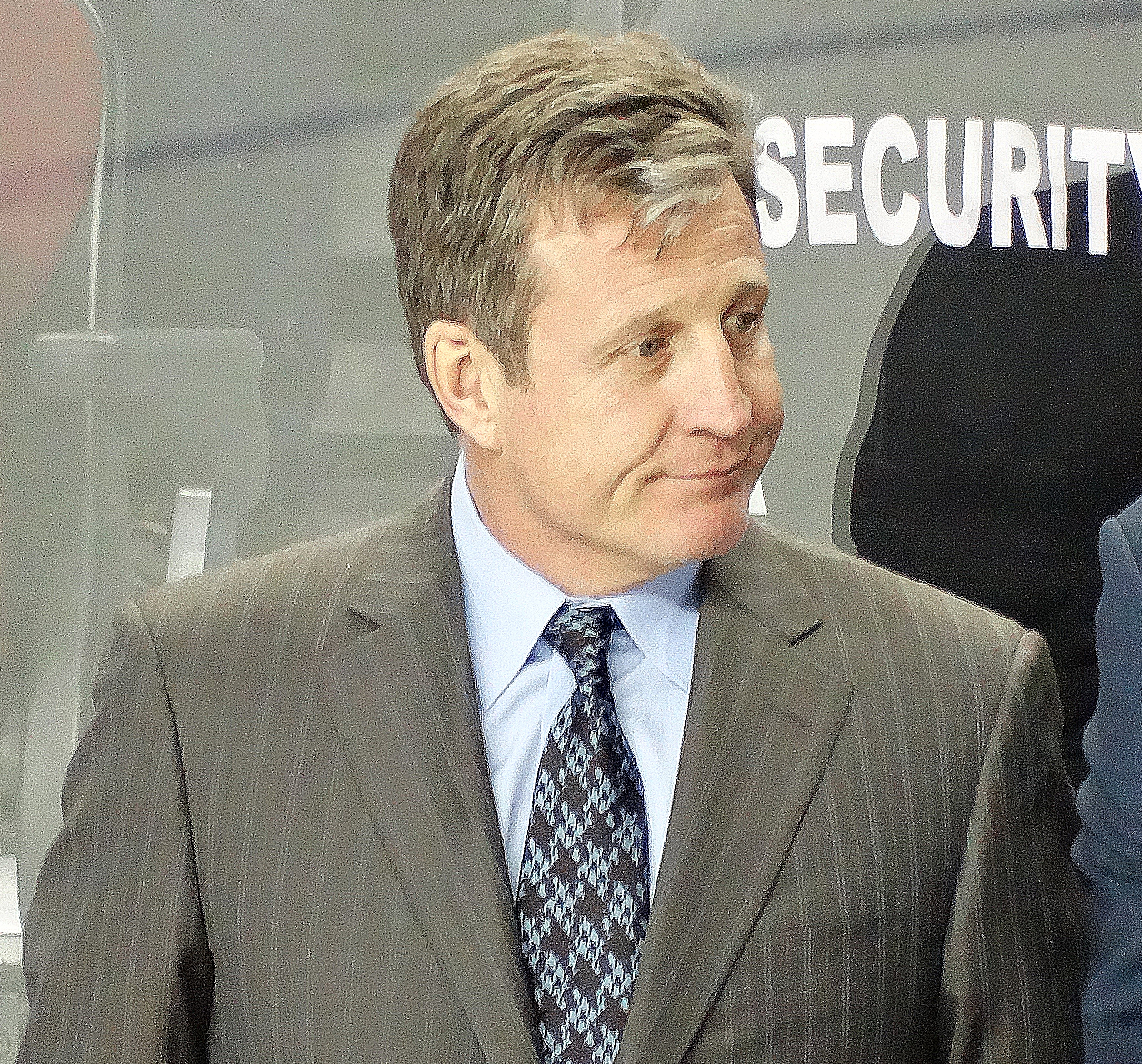
Mike Vernon
(* 1963)

- Brian Buchanan (1961–2021), Jazzmusiker
- Danny Held (1961–2015), kanadisch-deutscher Eishockeyspieler
- Kelly Kryczka (* 1961), Synchronschwimmerin
- Todd McFarlane (* 1961), Comiczeichner
- Jann Arden (* 1962), Singer-Songwriterin
- Michelle Cameron (* 1962), Synchronschwimmerin
- Trevor Erhardt (* 1962), Eishockeyspieler
- Zoë Haas (* 1962), Schweizer Skirennfahrerin
- Rick Laycock (* 1962), Eishockeyspieler
- Dennis Marineau (* 1962), Bobsportler
- Steve McNeil (* 1962), Eishockeyspieler
- Mike Moller (* 1962), Eishockeyspieler und -trainer
- Troy Murray (* 1962), Eishockeyspieler
- Fiona Patton (* 1962), Autorin
- Mark Rypien (* 1962), US-amerikanischer American-Football-Spieler
- Brian Tutt (* 1962), Eishockeyspieler
- Sharon Hambrook (* 1963), Synchronschwimmerin
- Mike Heidt (* 1963), deutsch-kanadischer Eishockeyspieler
- Linda Southern-Heathcott (* 1963), Springreiterin
- Mike Vernon (* 1963), Eishockeyspieler
- Joe Kocur (* 1964), Eishockeyspieler
- Doug Moffatt (* 1964), Eishockeyspieler
- Bob Bassen (* 1965), Eishockeyspieler
- Owen Hart (1965–1999), Wrestler

### 1966–1970
- Dana Murzyn (* 1966), Eishockeyspieler
- Douglas O’Keeffe (* 1966), Schauspieler

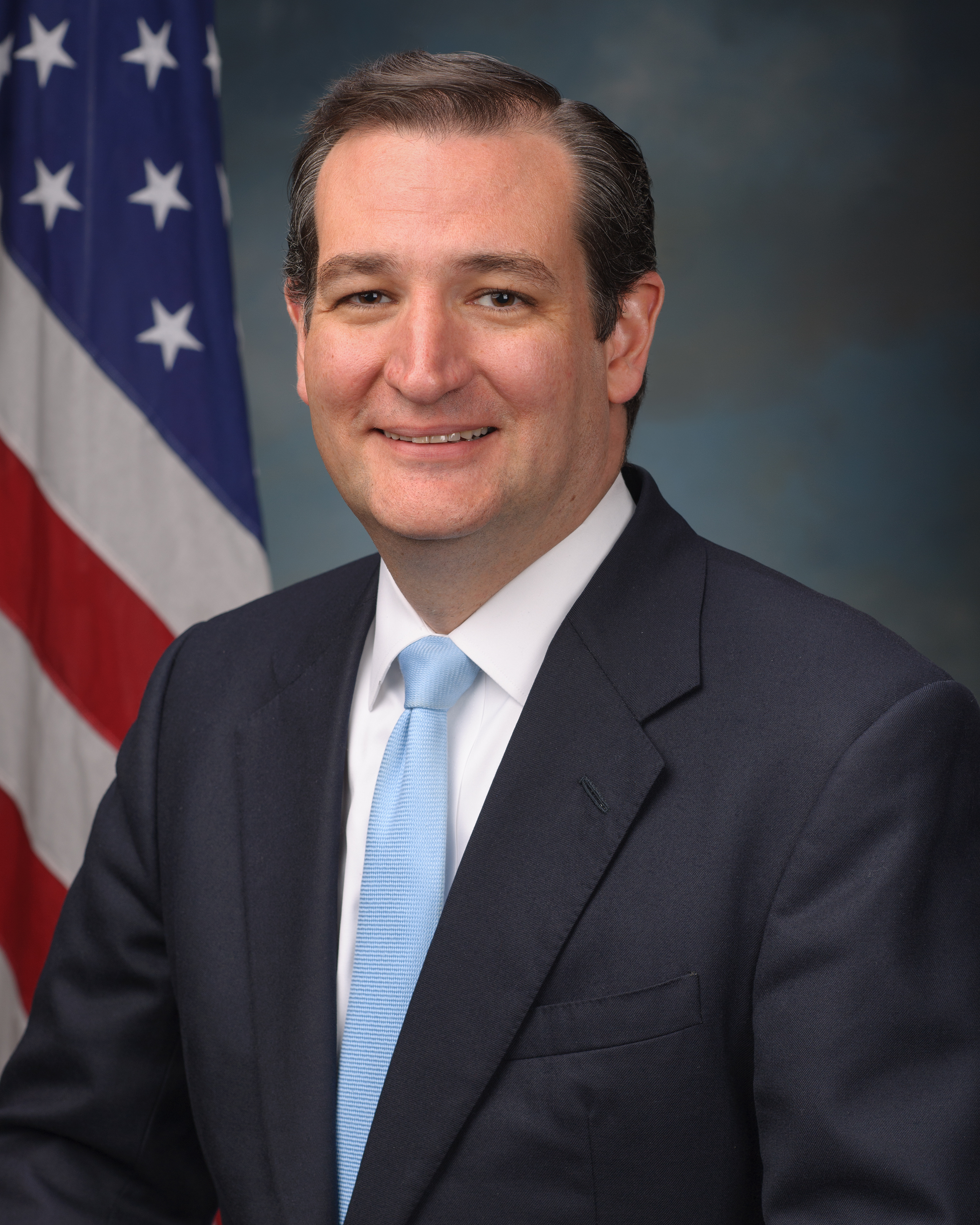
Ted Cruz
(* 1970)

- Shaun Van Allen (* 1967), Eishockeyspieler und -trainer
- Steve Harris (* 1967), Sportmanager und Sportfunktionär
- Suzette Mayr (* 1967), Schriftstellerin
- Myles O’Connor (* 1967), Eishockeyspieler
- Michelle Thrush (* 1967); Theater- und Filmschauspielerin
- Inger-Kristin Berg (* 1968), Biathletin
- Chad Biafore (* 1968), Eishockeyspieler
- Brandon Iron (1968–2019), Pornodarsteller und Regisseur
- Julie Skinner (* 1968), Curlerin
- Mark Tewksbury (* 1968), Schwimmer
- Mark Astley (* 1969), kanadisch-schweizerischer Eishockeyspieler
- Karen Fonteyne (* 1969), Synchronschwimmerin
- Alex Hicks (* 1969), Eishockeyspieler
- Phil Huber (* 1969), Eishockeyspieler
- Wayne Hynes (* 1969), Eishockeyspieler
- Wayne McBean (* 1969), Eishockeyspieler
- Aleisha Cline (* 1970), Freestyle-Skierin
- Ted Cruz (* 1970), US-amerikanischer Politiker
- Justin Grace (* 1970), neuseeländischer Bahnradsportler und Radsporttrainer
- Paula McKenzie (* 1970), Bobsportlerin
- Mike Needham (* 1970), Eishockeyspieler und -trainer
- Wes Walz (* 1970), Eishockeyspieler

### 1971–1980

#### 1971

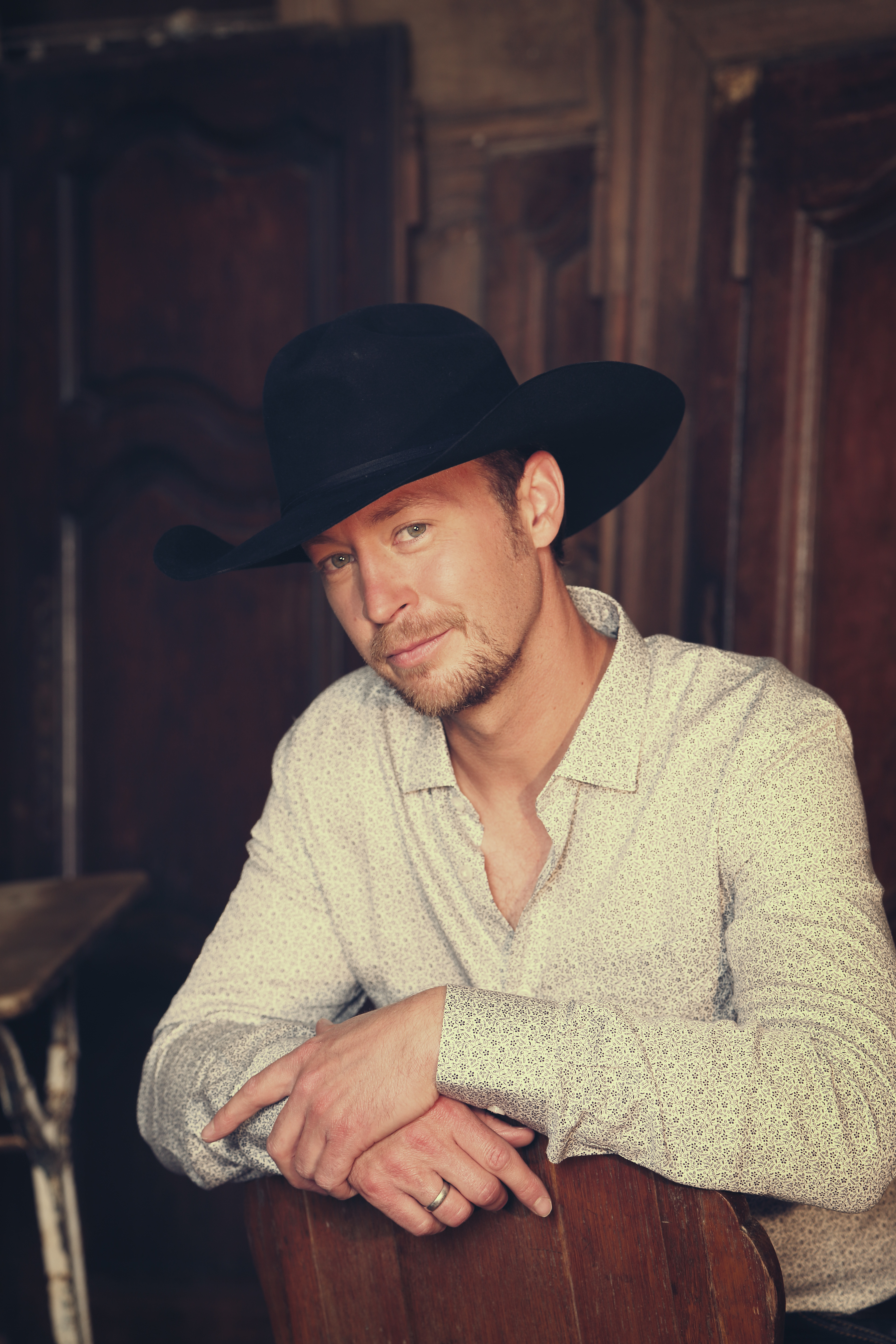
Paul Brandt
(* 1972)

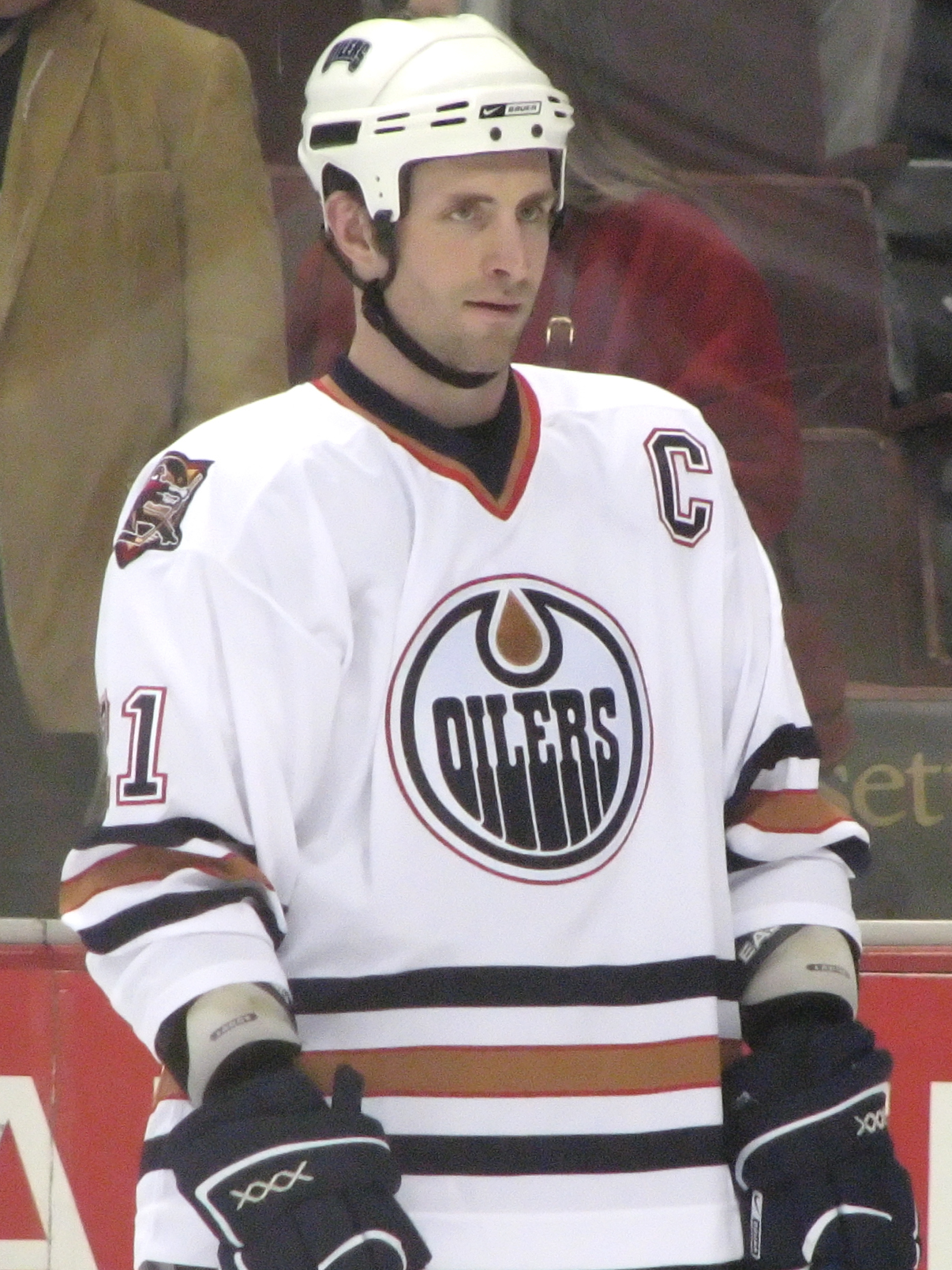
Jason Smith
(* 1973)

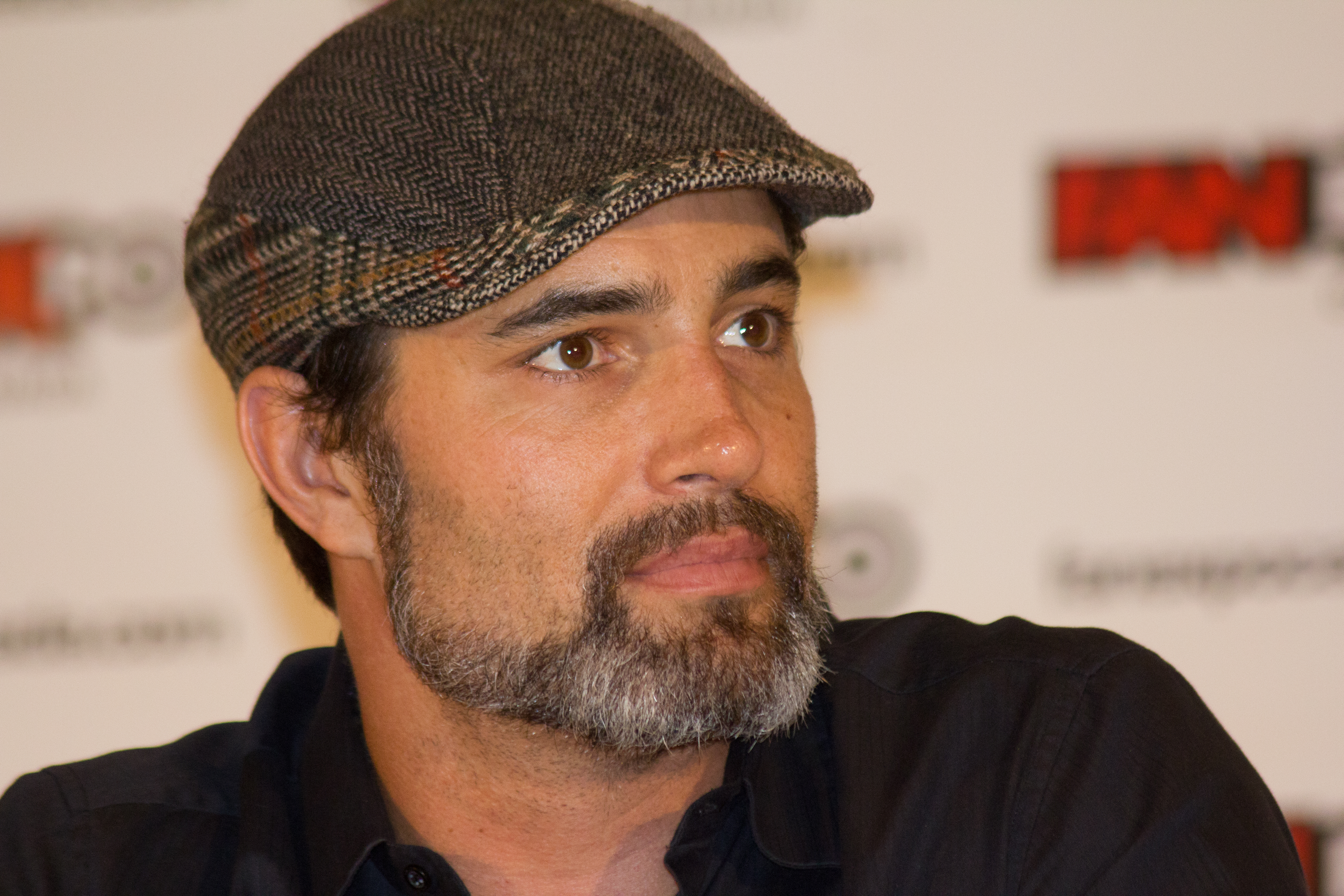
Victor Webster
(* 1973)

- Melanie Dekker (* 1971), Singer-Songwriterin
- Alan van Sprang (* 1971), Schauspieler

#### 1972
- Paul Brandt (* 1972), Country-Sänger
- Lori Melien (* 1972), Schwimmerin
- Brent Peterson (* 1972), Eishockeyspieler
- Michael Stewart (* 1972), österreichisch-kanadischer Eishockeyspieler

#### 1973
- Dave Bennett (* 1973), Jazzgitarrist
- Kelly Forbes (* 1973), Skeletonpilot
- Robin McKeever (* 1973), Skilangläufer
- Curtis Myden (* 1973), Schwimmer
- Steven Ogg (* 1973), Schauspieler und Synchronsprecher
- Reid Simonton (* 1973), Eishockeyspieler
- Jason Smith (* 1973), Eishockeyspieler
- Victor Webster (* 1973), Schauspieler
- Jason Widmer (* 1973), Eishockeyspieler

#### 1974
- Mickey Elick (* 1974), Eishockeyspieler
- Ben Hindle (* 1974), Bobfahrer
- Matt Hindle (* 1974), Bobfahrer
- Kristine Holzer (* 1974), US-amerikanische Eisschnellläuferin
- Bruce Horak (* 1974), Schauspieler und Maler
- Domenico Pittis (* 1974), Eishockeyspieler
- Heather Schmidt (* 1974), kanadisch-US-amerikanische Komponistin, Pianistin und Filmschaffende

#### 1975
- Brennan Elliott (* 1975), Schauspieler
- Jacob Erker (* 1975), Radrennfahrer
- Keith Loach (* 1975), Skeletonpilot
- Erin Wall (1975–2020), Opernsängerin und Sopranistin

#### 1976

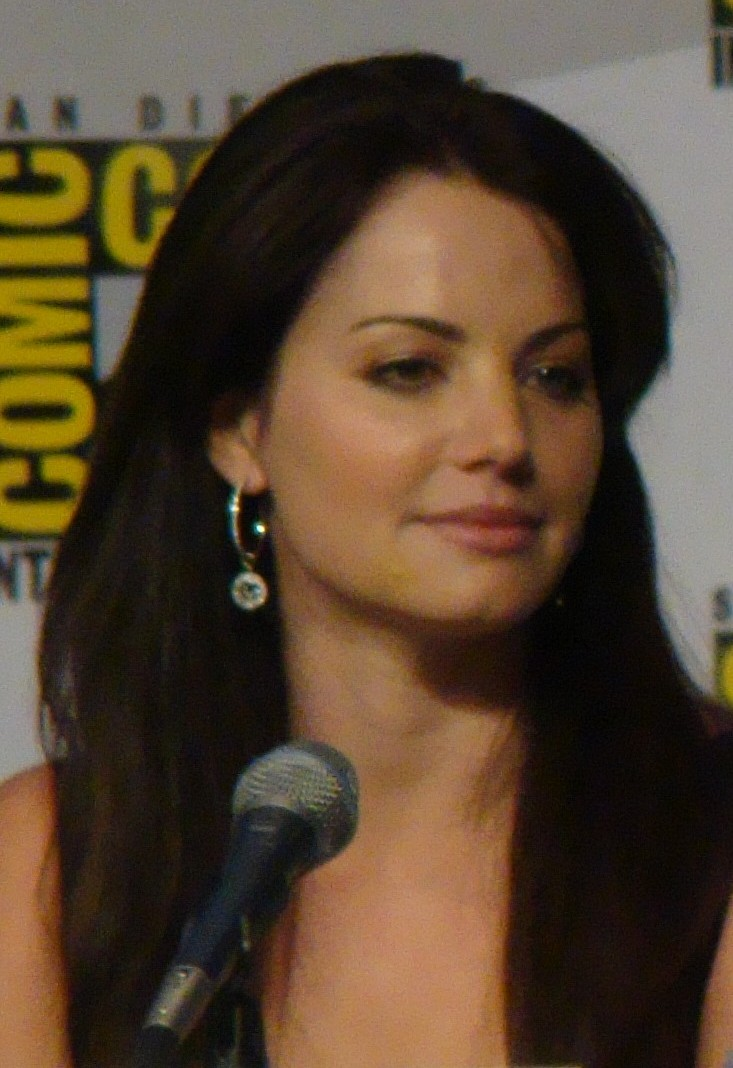
Erica Durance
(* 1978)

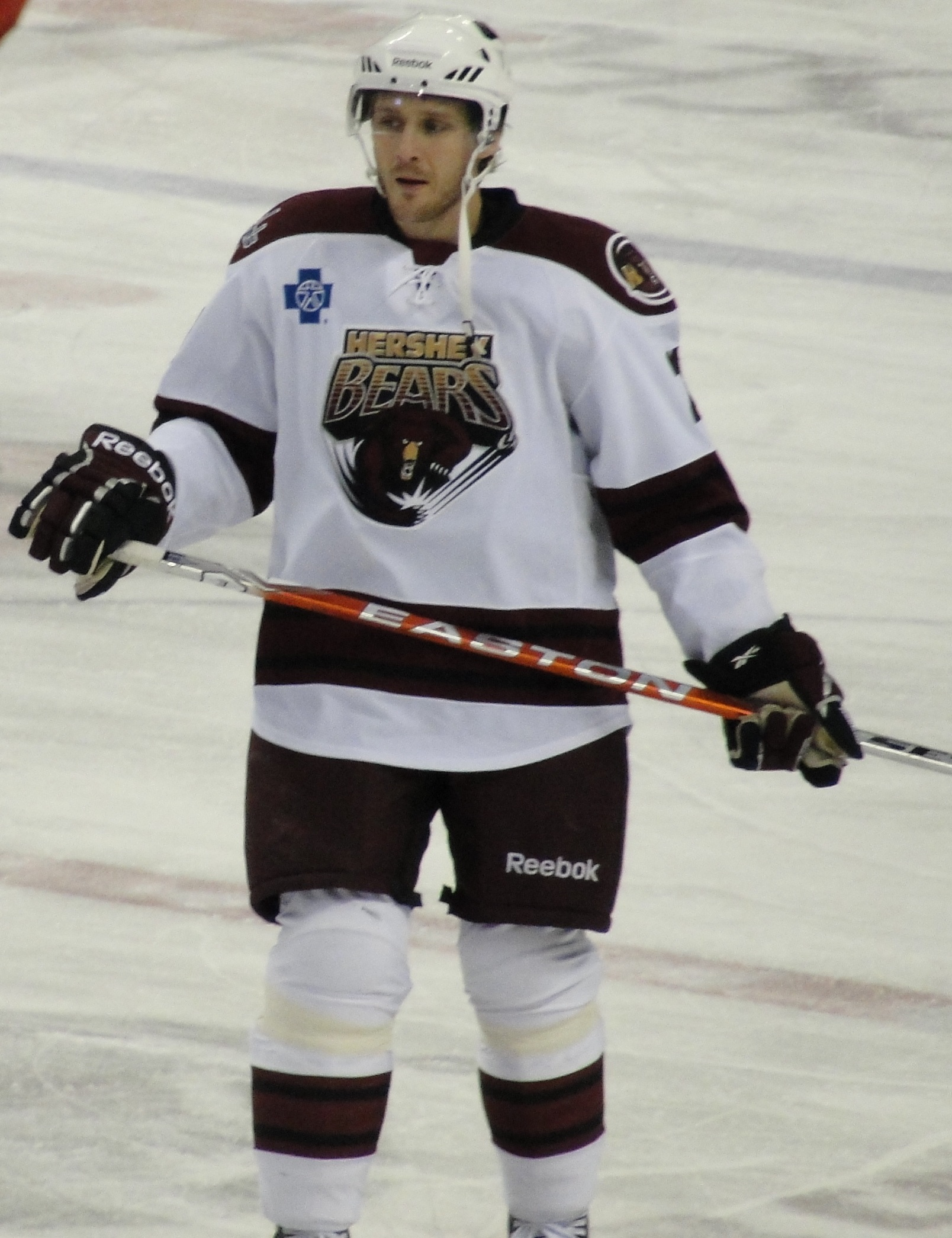
Lawrence Nycholat
(* 1979)

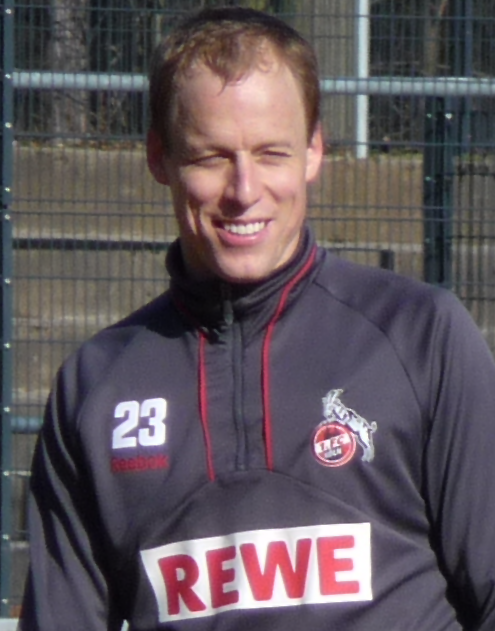
Kevin McKenna
(* 1980)

- Nolan Baumgartner (* 1976), Eishockeyspieler
- Greg Crozier (* 1976), Eishockeyspieler
- Tyler Seitz (* 1976), Rennrodler

#### 1977
- Lindsay Alcock (* 1977), Skeletonpilotin
- Matt Higgins (* 1977), Eishockeyspieler
- Darryl Laplante (* 1977), Eishockeyspieler
- Josh MacNevin (* 1977), Eishockeyspieler
- Susan O’Connor (* 1977), Curlerin
- Jamie Salé (* 1977), Eiskunstläuferin
- Eric Schneider (* 1977), Eishockeyspieler
- Brent Sopel (* 1977), Eishockeyspieler

#### 1978
- Erica Durance (* 1978), Schauspielerin
- Esi Edugyan (* 1978), Schriftstellerin
- Josh Holden (* 1978), Eishockeyspieler
- Chris Jeffries (* 1978), Skilangläufer
- Chris Jennings (* 1978), Jazzmusiker
- Jody Patrick (* 1978), Badmintonspielerin
- Chris Phillips (* 1978), Eishockeyspieler
- Reidun Tatham (* 1978), Synchronschwimmerin

#### 1979
- Shona Barbour (* 1979), Curlerin[1][2]
- Erin Chan (* 1979), Synchronschwimmerin
- Brad Ference (* 1979), Eishockeyspieler
- Brian McKeever (* 1979), Skilangläufer und Biathlet
- Chris Moffat (* 1979), Rennrodler
- Kyle Nissen (* 1979), Freestyle-Skier
- Lawrence Nycholat (* 1979), Eishockeyspieler
- Eric Pothier (* 1979), Rennrodler

#### 1980
- Arne Dankers (* 1980), Eisschnellläufer
- Micki DuPont (* 1980), Eishockeyspieler
- Drew Fischer (* 1980), Fußballschiedsrichter
- John Gibson (* 1980), Naturbahnrodler
- Tyson Kidd (* 1980), Wrestler
- Kevin McKenna (* 1980), Fußballspieler
- Pierre Poilievre (* 1980), Politiker
- Tegan Rain Quin (* 1980), Musiker (Tegan and Sara)
- Sara Kiersten Quin (* 1980), Musiker (Tegan and Sara)
- Sascha Weber (* 1980), Unihockey-Spieler

### 1981–1990

#### 1981
- Nate Burleson (* 1981), Footballspieler
- Darla Deschamps (* 1981), Skeletonpilotin

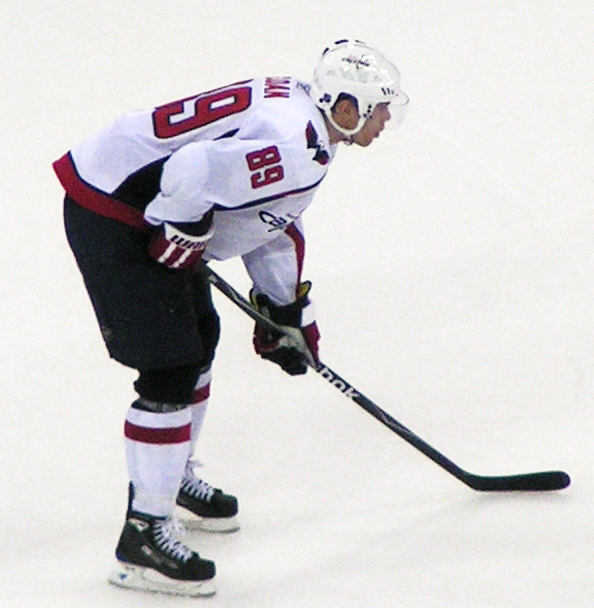
Tyler Sloan
(* 1981)

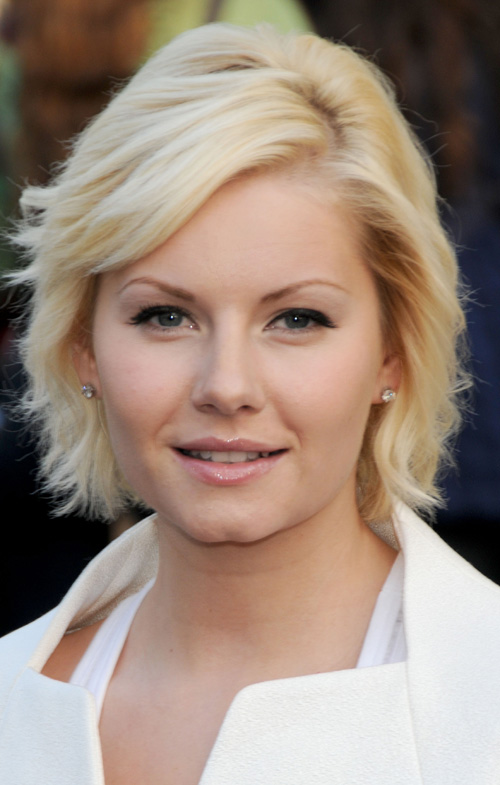
Elisha Cuthbert
(* 1982)

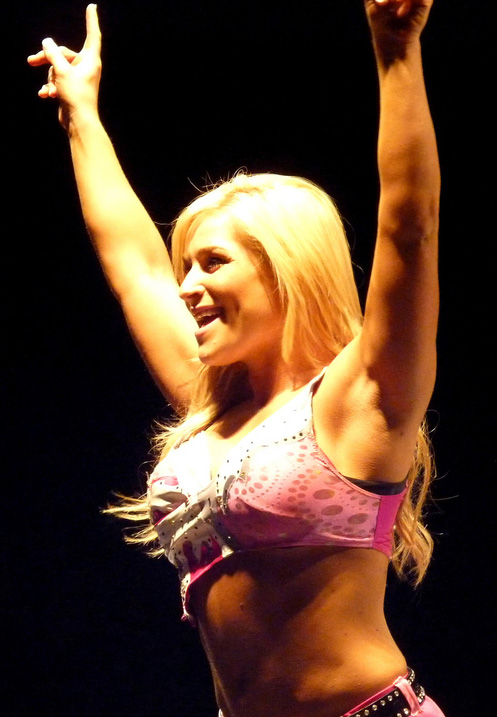
Natalya
(* 1982)

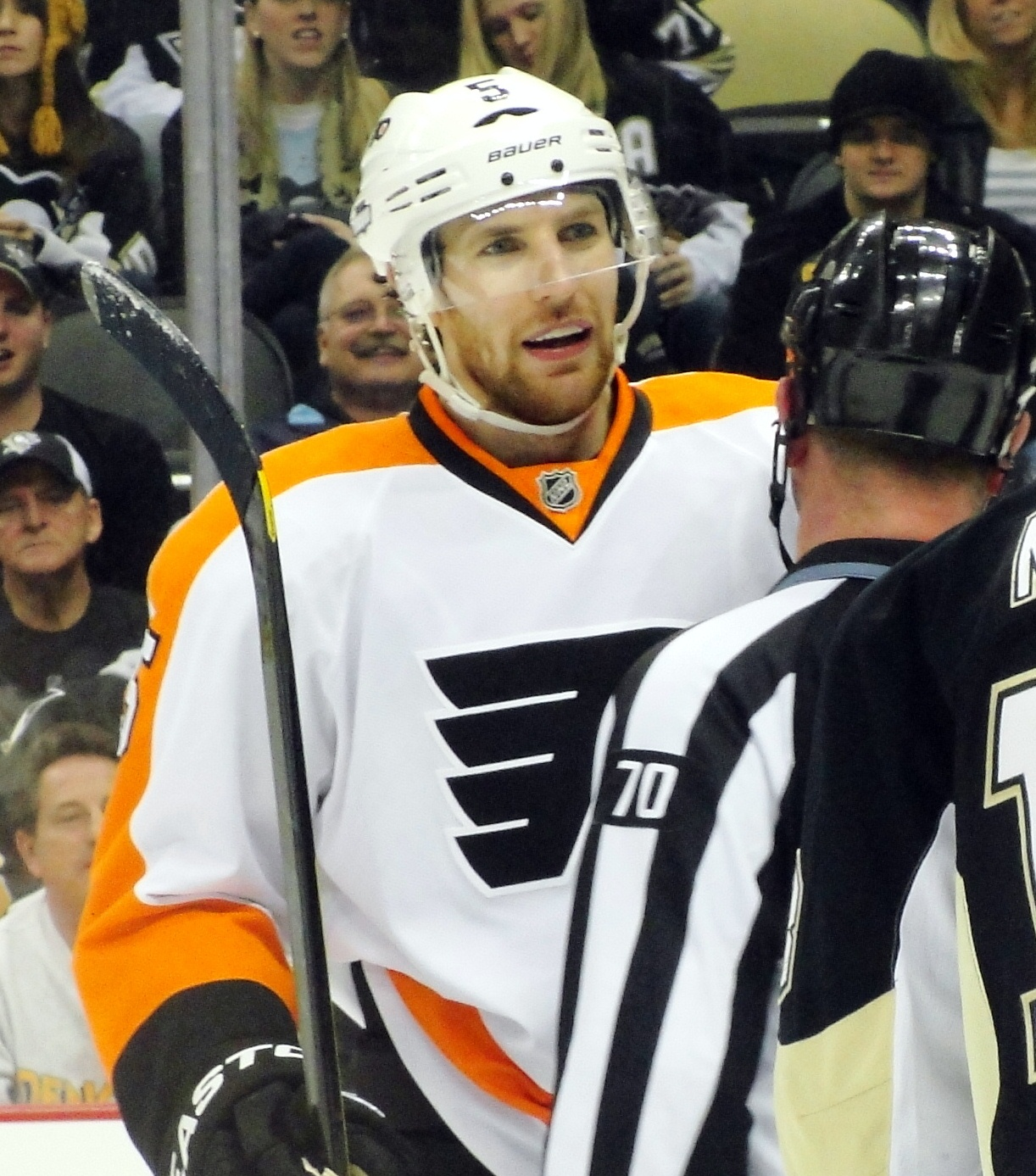
Braydon Coburn
(* 1985)

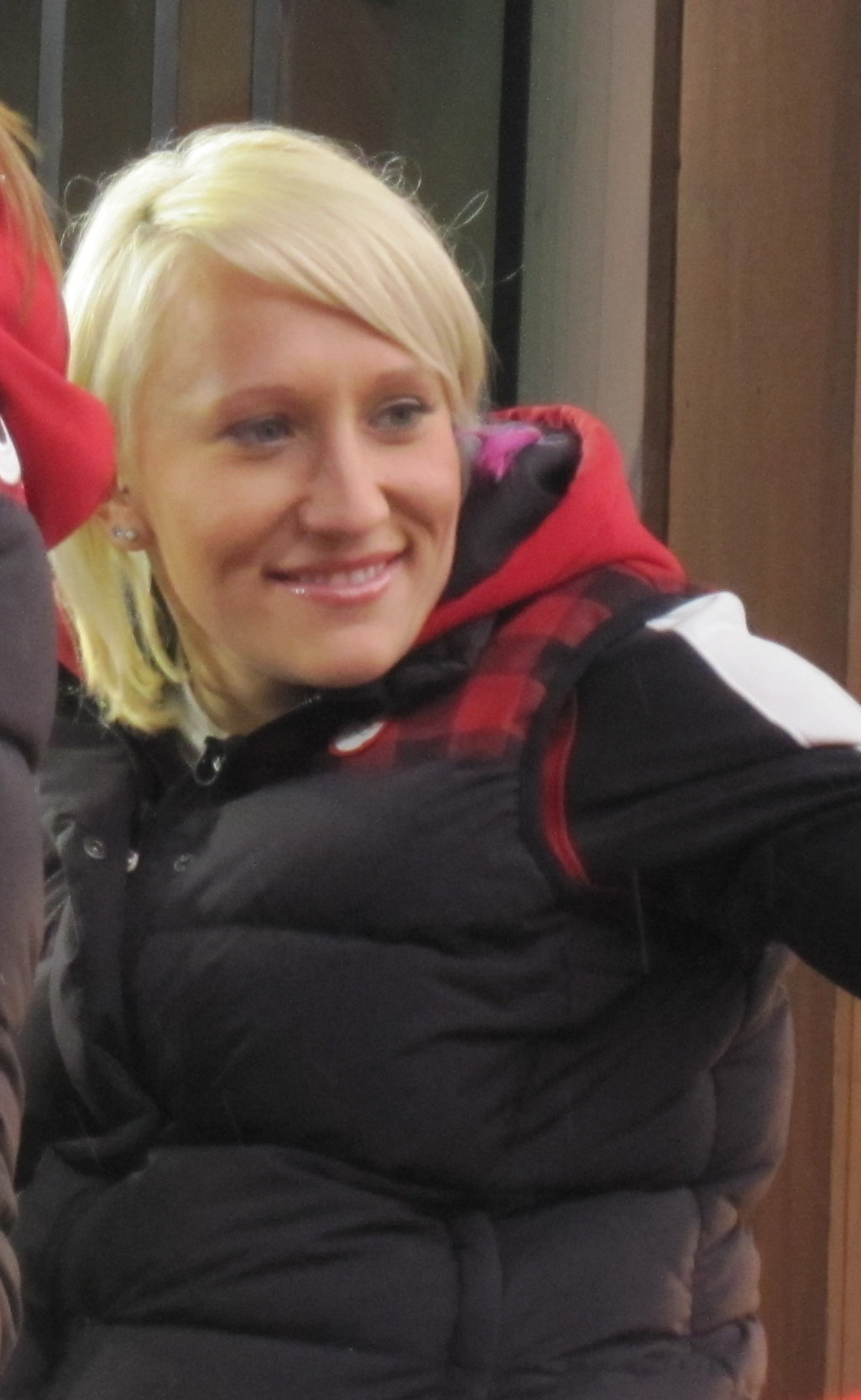
Kaillie Humphries
(* 1985)

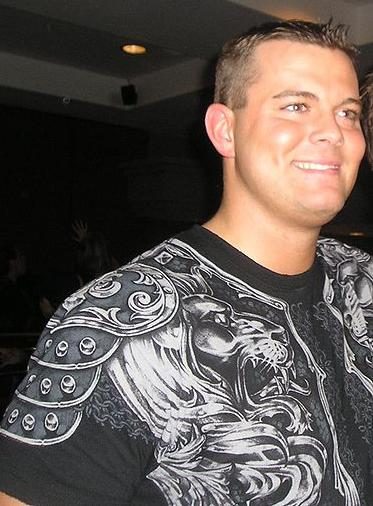
David Hart Smith
(* 1985)

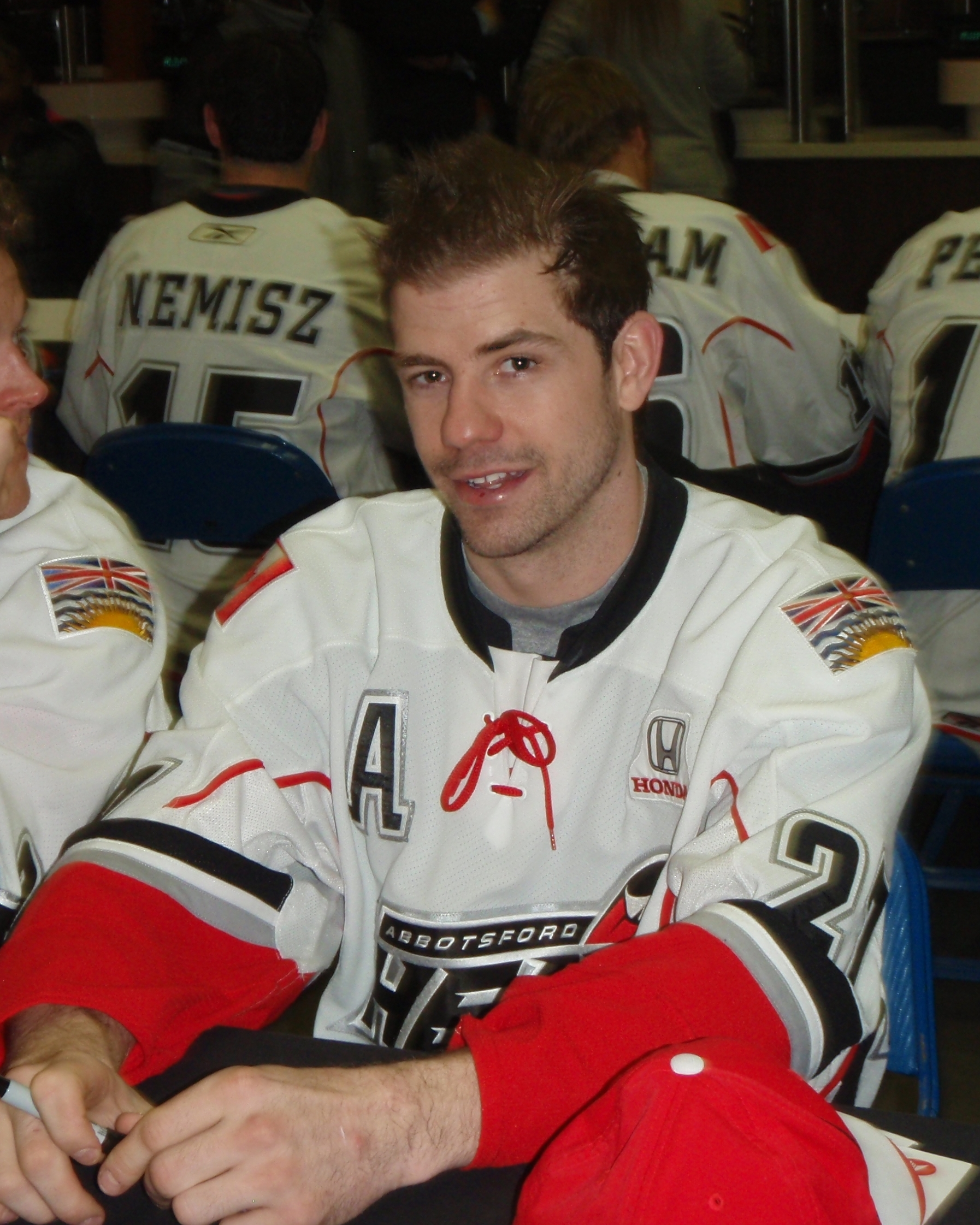
Ryan Stone
(* 1985)

- Owen Hargreaves (* 1981), kanadisch-britischer Fußballspieler
- Krystofer Kolanos (* 1981), Eishockeyspieler
- Michelle Morgan (* 1981), Schauspielerin und Filmproduzentin
- Tyler Sloan (* 1981), Eishockeyspieler
- Kyle Wanvig (* 1981), Eishockeyspieler
- Craig Weller (* 1981), Eishockeyspieler
- Lauren Woolstencroft (* 1981), Skirennläuferin

#### 1982
- Jared Aulin (* 1982), Eishockeyspieler
- Elisha Cuthbert (* 1982), Schauspielerin
- Connor James (* 1982), Eishockeyspieler
- Mike Moffat (* 1982), Rennrodler
- Cory Monteith (1982–2013), Schauspieler
- Natalya (* 1982), Wrestlerin
- Jonathan Pittis (* 1982), Eishockeyspieler
- Kyle Shewfelt (* 1982), Turner

#### 1983
- Nathan Lawson (* 1983), Eishockeyspieler
- Warren Shouldice (* 1983), Freestyle-Skier
- Devon Weigel (* 1983), Schauspielerin und Sängerin

#### 1984
- Patrick Eaves (* 1984), Eishockeyspieler
- Samuel Edney (* 1984), Rennrodler
- Jamie Hunt (* 1984), Eishockeyspieler
- Jessica Parker Kennedy (* 1984), Schauspielerin
- John Kucera (* 1984), Skirennläufer
- Mike Moore (* 1984), Eishockeyspieler
- Issey Nakajima-Farran (* 1984), Fußballspieler
- Michael Nell (* 1984), Skispringer und Nordischer Kombinierer
- Brad Spence (* 1984), Skirennläufer
- Trevor White (* 1984), Skirennläufer

#### 1985
- Jay Beagle (* 1985), Eishockeyspieler
- Braydon Coburn (* 1985), Eishockeyspieler
- Ryan Duncan (* 1985), Eishockeyspieler
- Jeff Glass (* 1985), Eishockeytorwart
- Mike Green (* 1985), Eishockeyspieler
- Kaillie Humphries (* 1985), Bobsportlerin
- Nick Johnson (* 1985), Eishockeyspieler
- Robert Nilsson (* 1985), Eishockeyspieler
- David Hart Smith (* 1985), Wrestler
- Nathan Smith (* 1985), Biathlet
- Ryan Stone (* 1985), Eishockeyspieler
- James T. White (* 1985), Selfmade-Millionär, Unternehmer und Autor

#### 1986
- Laura Brown (* 1986), Radrennfahrerin
- Devan Dubnyk (* 1986), Eishockeyspieler
- Chad Johnson (* 1986), Eishockeytorwart
- Kara Lang (* 1986), Fußballspielerin
- Brady Leman (* 1986), Freestyle-Skier

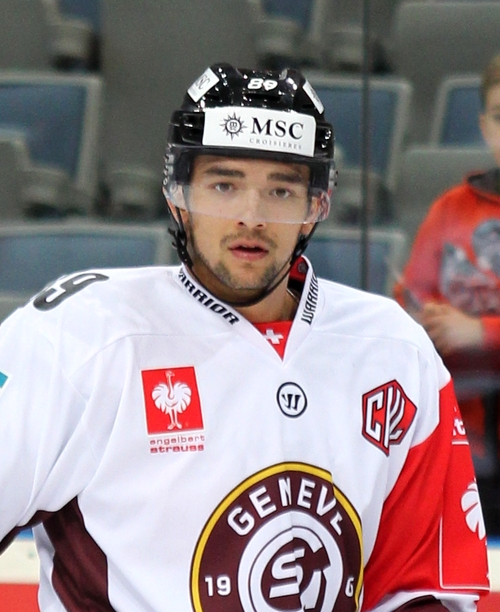
Cody Almond
(* 1989)

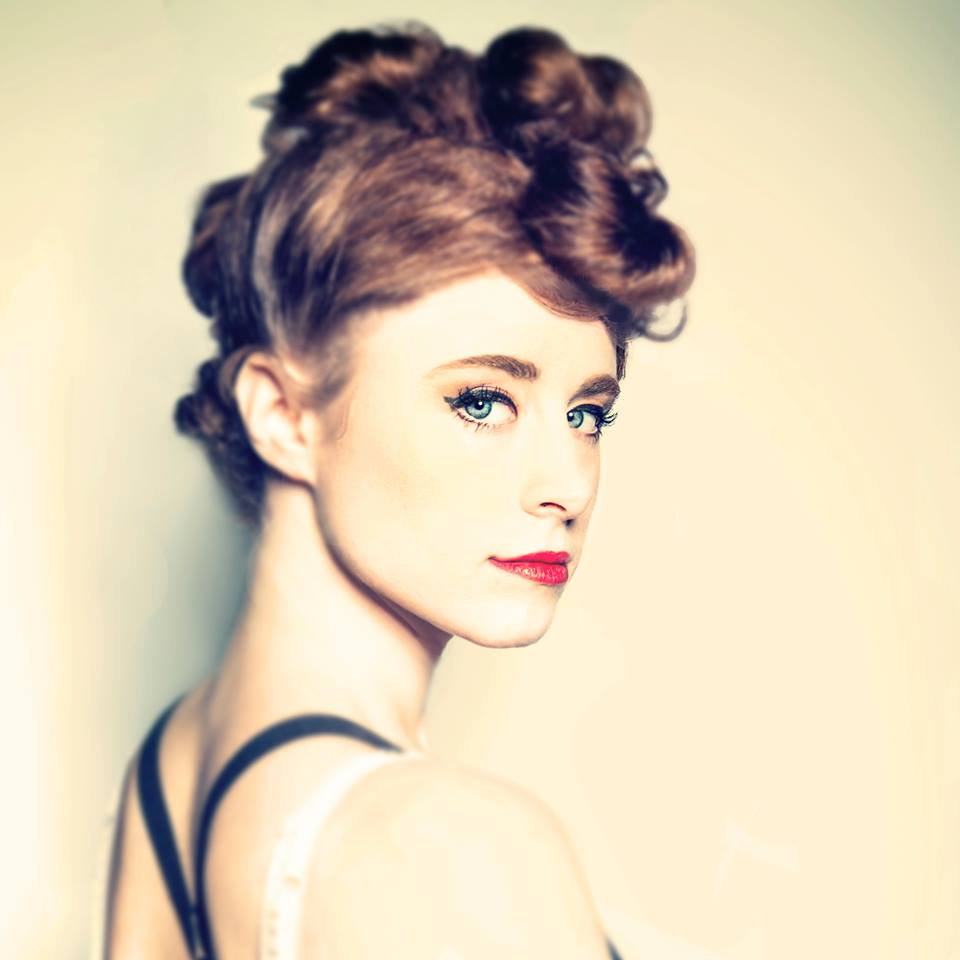
Kiesza Ellestad
(* 1989)

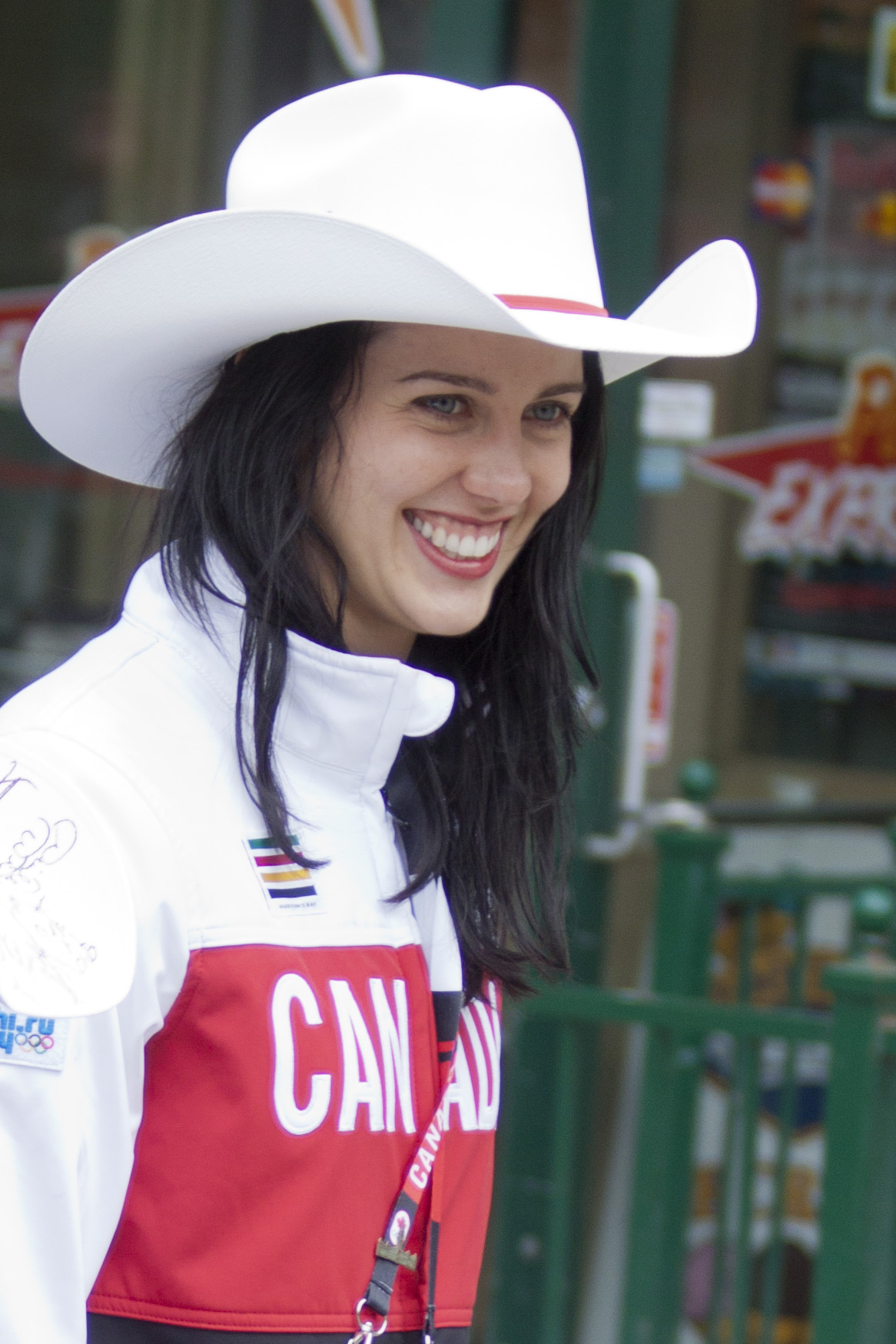
Rosalind Groenewoud
(* 1989)

- Jinder Mahal (* 1986), kanadisch-indischer Wrestler
- Brent McMurtry (* 1986), Skilangläufer[3]
- Kyle Moir (* 1986), Eishockeytorwart
- Mat Robinson (* 1986), Eishockeyspieler
- Stephanie Roorda (* 1986), Radrennfahrerin
- Jeff Schultz (* 1986), Eishockeyspieler

#### 1987
- Dan Bakala (* 1987), Eishockeyspieler
- Sarah Davachi (* 1987), Musikerin
- Maury Edwards (* 1987), Eishockeyspieler
- Alex Gough (* 1987), Rennrodlerin
- Sarah Reid (* 1987), Skeletonpilotin

#### 1988
- Justin Dorey (* 1988), Freestyle-Skier
- T. J. Galiardi (* 1988), Eishockeyspieler
- Wesley MacInnes (* 1988), Schauspieler und Country-Musiker
- Levi Nelson (* 1988), Eishockeyspieler
- Kate O’Brien (* 1988), Bob- und Bahnradsportlerin
- Melissa O’Neil (* 1988), Musikerin und Schauspielerin
- Ben Saxton (* 1988), Beachvolleyballspieler
- Jennifer Sidey-Gibbons (* 1988), Astronautin, Ingenieurin und Dozentin

#### 1989
- Cody Almond (* 1989), schweizerisch-kanadischer Eishockeyspieler
- Gregory Baxter (* 1989), Skispringer
- Allie Bertram (* 1989), Schauspielerin und Tänzerin
- Anastasia Bucsis (* 1989), Eisschnellläuferin
- Kiesa Rae Ellestad (Kiesza) (* 1989), Singer-Songwriterin
- Rosalind Groenewoud (* 1989), Freestyle-Skierin
- Thomas Hickey (* 1989), Eishockeyspieler
- Sanah Kadoura (* 1989), Jazzmusikerin
- Sarah Podorieszach (* 1989), italo-kanadische Rennrodlerin
- Christopher Robanske (* 1989), Snowboarder
- Monique Sullivan (* 1989), Bahnradsportlerin
- Graham Vigrass (* 1989), Volleyballspieler

#### 1990
- Joe Colborne (* 1990), Eishockeyspieler
- Scott Gow (* 1990), Biathlet
- Kaylin Irvine (* 1990), Eisschnellläuferin[4]
- Arianne Jones (* 1990), Skeletonpilotin
- Gilmore Junio (* 1990), Eisschnellläufer
- Ben Lake (* 1990), kanadisch-britischer Eishockeyspieler

### 1991–2000

#### 1991

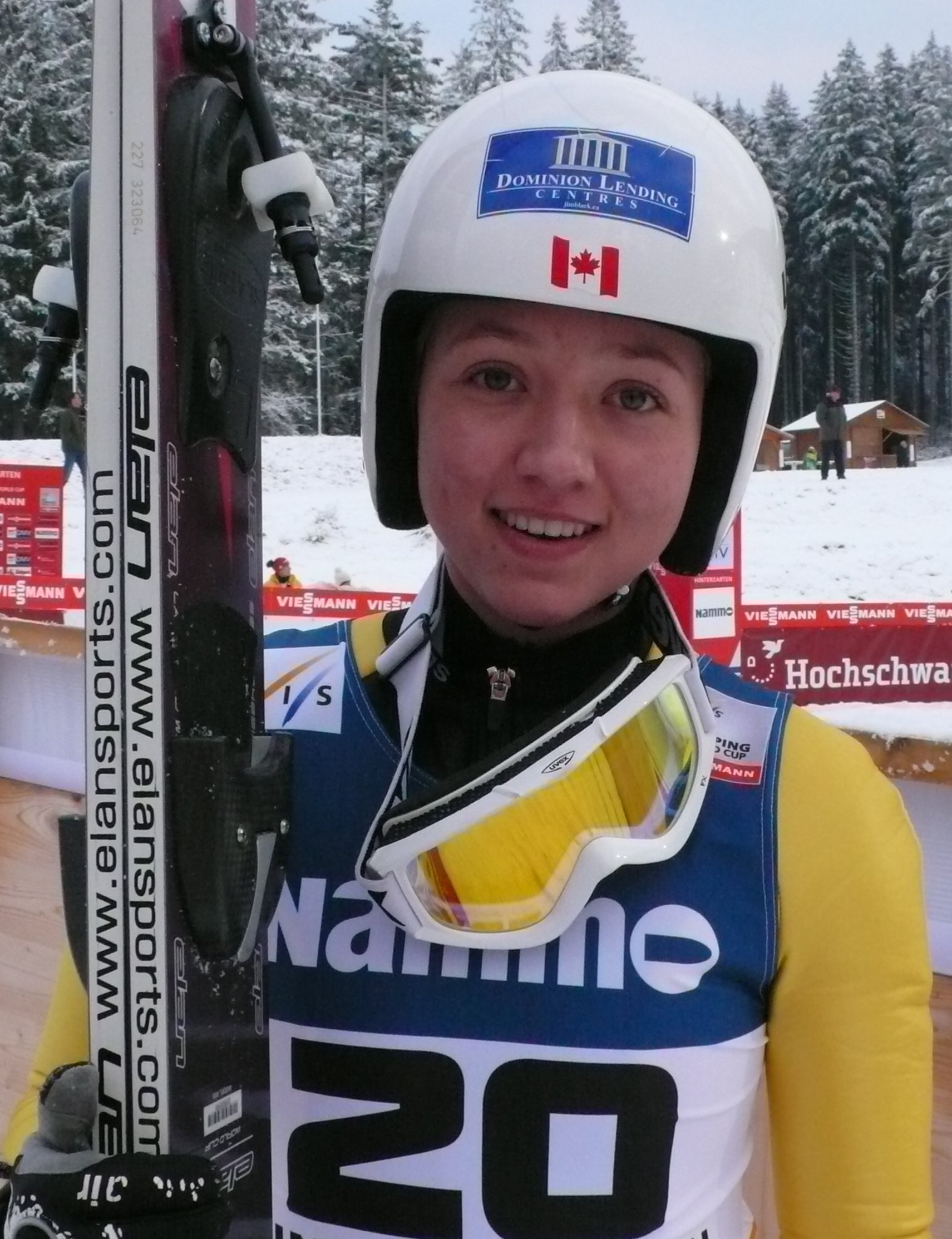
Alexandra Pretorius
(* 1996)

- Rhiannon Fish (* 1991), australische Schauspielerin
- Taylor Hall (* 1991), Eishockeyspieler
- Nata De Leeuw (* 1991), Skispringerin
- Joel Lowry (* 1991), Eishockeyspieler
- Trevor Morrice (* 1991), Skispringer
- Erik Read (* 1991), Skirennläufer
- Andrew Schnell (* 1991), Squashspieler
- Justin Snith (* 1991), Rennrodler
- Jaime Staples (* 1991), Pokerspieler
- Taylor Vause (* 1991), Eishockeyspieler
- Katie Willis (* 1991), Skispringerin

#### 1992
- Tesho Akindele (* 1992), Fußballspieler
- Noah Bowman (* 1992), Freestyle-Skier
- Dallas Ehrhardt (* 1992), kanadisch-britischer Eishockeyspieler
- Eric Mitchell (* 1992), Skispringer
- Cassie Sharpe (* 1992), Freestyle-Skierin
- Atsuko Tanaka (* 1992), Skispringerin
- Brianne Tutt (* 1992), Eisschnellläuferin

#### 1993
- Maria Bernard (* 1993), Leichtathletin
- Yukon de Leeuw (* 1993), Wintersportler und Musiker

#### 1994
- Hunter Shinkaruk (* 1994), Eishockeyspieler
- Elisabeth Maier (* 1994), Skeletonpilotin

#### 1995
- John Fennell (* 1995), Rennrodler
- Taylor Henrich (* 1995), Skispringerin und Nordische Kombiniererin
- Yuri Kisil (* 1995), Schwimmer
- Jan Lisiecki (* 1995), Pianist
- Josh Morrissey (* 1995), Eishockeyspieler
- Sarah Orban (* 1995), Radsportlerin

#### 1996
- Rory Linkletter (* 1996), Langstreckenläufer
- William Nylander (* 1996), schwedisch-kanadischer Eishockeyspieler
- Brayden Point (* 1996), Eishockeyspieler
- Alexandra Pretorius (* 1996), Skispringerin
- Darcy Sharpe (* 1996), Snowboarder
- Ben Thomas (* 1996), Eishockeyspieler

#### 1997
- Megan Bankes (* 1997), Biathletin
- Rohan Campbell (* 1997), Schauspieler
- Grant Fisher (* 1997), US-amerikanischer Langstreckenläufer
- Scott Kennedy (* 1997), Fußballspieler
- Jeffrey Read (* 1997), Skirennläufer
- Matthew Soukup (* 1997), Skispringer
- Logan Thompson (* 1997), Eishockeytorwart
- Fikayo Tomori (* 1997), Fußballspieler
- Austin Wagner (* 1997), Eishockeyspieler

#### 1998
- Natalie Eilers (* 1998), Skispringerin
- Caity Gyorgy (* 1998), Jazzsängerin
- Brett Howden (* 1998), Eishockeyspieler
- Jackson Howe (* 1998), Volleyballspieler
- Kirsten Kinash (* 1998), australische Synchronschwimmerin
- Cale Makar (* 1998), Eishockeyspieler
- Alexander Nylander (* 1998), schwedisch-kanadischer Eishockeyspieler
- Adam Runnalls (* 1998), Biathlet
- Ryan Smeeton (* 1998), Hindernisläufer
- Charlie Storwick (* 1998), Singer-Songwriterin und Schauspielerin

#### 1999
- Brooke Apshkrum (* 1999), Rennrodlerin
- Jesse Elser (* 1999), Volleyballspieler

#### 2000
- Cleeve Harper (* 2000), Tennisspieler
- Nicole Maurer (* 2000), Skispringerin

### Geburtsjahr unbekannt
- Janet Austin (* 1956 oder 1957), Sozialmanagerin und Vizegouverneurin der Provinz British Columbia
- Lindsay Collins (* im 20. Jahrhundert), Schauspielerin
- Susanne Craig (* im 20. Jahrhundert), Journalistin (New York Times, Wall Street Journal)
- Jeff Violo (* im 20. Jahrhundert), Freestyle-Skier

## 21. Jahrhundert
- Cassidy Gray (* 2001), Skirennläuferin
- Peyton Krebs (* 2001), Eishockeyspieler
- Jake Neighbours (* 2002), Eishockeyspieler
- Pascale Paradis (* 2002), Biathletin und Skilangläuferin
- James Vincett (* 2002), Volleyballspieler
- Rylan Wiens (* 2002), Wasserspringer
- Jaime Czarkowski (* 2003), kanadisch-US-amerikanische Synchronschwimmerin
- Tate McRae (* 2003), Musikerin und Tänzerin